# Список космических запусков СССР в 1962 году
Список космических запусков СССР в 1962 году
| Дата        | Ракета-носитель | Полезная нагрузка (тип) | Космодром/Стартовый комплекс | SCD/NSSDC ID      | Результат |
| ----------- | --------------- | ----------------------- | ---------------------------- | ----------------- | --------- |
| 16 марта    | Космос 63С1     | Космос-1 (ДС-2)         | Капустин Яр «Маяк-2»         | 00266 / 1962-008A | Успех     |
| 6 апреля    | Космос 63С1     | Космос-2 (1МС)          | Капустин Яр «Маяк-2»         | 00269 / 1962-009A | Успех     |
| 24 апреля   | Космос 63С1     | Космос-3 (2МС)          | Капустин Яр «Маяк-2»         | 00281 / 1962-013A | Успех     |
| 26 апреля   | Восток          | Космос-4 (Зенит-2)      | Байконур 1/5                 | 00287 / 1962-014A | Успех     |
| 28 мая      | Космос 63С1     | Космос-5 (2МС)          | Капустин Яр «Маяк-2»         | 00297 / 1962-020A | Успех     |
| 1 июня      | Восток-2        | — (Зенит-2)             | Байконур 1/5                 | -                 | Неудача   |
| 30 июня     | Космос 63С1     | Космос-6 (ДС-П1)        | Капустин Яр «Маяк-2»         | 00338 / 1962-028A | Успех     |
| 28 июля     | Восток-2        | Космос-7 (Зенит-2)      | Байконур 1/5                 | 00346 / 1962-033A | Успех     |
| 11 августа  | Восток          | Восток-3 (Восток)       | Байконур 1/5                 | 00363 / 1962-036A | Успех     |
| 12 августа  | Восток          | Восток-4 (Восток)       | Байконур 1/5                 | 00365 / 1962-037A | Успех     |
| 18 августа  | Космос 63С1     | Космос-8 (ДС-К-8)       | Капустин Яр «Маяк-2»         | 00367 / 1962-038A | Успех     |
| 25 августа  | Молния          | 2МВ-1 № 1 (2МВ)         | Байконур 1/5                 | 00371 / 1962-040A | Неудача   |
| 1 сентября  | Молния          | 2МВ-1 № 2 (2МВ)         | Байконур 1/5                 | 00381 / 1962-043A | Неудача   |
| 12 сентября | Молния          | 2МВ-2 № 1 (2МВ)         | Байконур 1/5                 | 00389 / 1962-045A | Неудача   |
| 27 сентября | Восток-2        | Космос-9 (Зенит-2)      | Байконур 1/5                 | 00422 / 1962-048A | Успех     |
| 17 октября  | Восток-2        | Космос-10 (Зенит-2)     | Байконур 1/5                 | 00437 / 1962-054A | Успех     |
| 20 октября  | Космос 63С1     | Космос-11 (ДС-А1)       | Капустин Яр «Маяк-2»         | 00441 / 1962-056A | Успех     |
| 24 октября  | Молния          | 2МВ-4 № 1 (2МВ)         | Байконур 1/5                 | 00443 / 1962-057A | Неудача   |
| 25 октября  | Космос 63С1     | 1МС                     | Капустин Яр «Маяк-2»         | -                 | Неудача   |
| 1 ноября    | Молния          | Марс-1 (2МВ)            | Байконур 1/5                 | 00450 / 1962-061C | Успех     |
| 4 ноября    | Молния          | 2МВ-3 № 1 (2МВ)         | Байконур 1/5                 | 00451 / 1962-062A | Неудача   |
| 22 декабря  | Восток-2        | Космос-12 (Зенит-2)     | Байконур 1/5                 | 00517 / 1962-072A | Успех     |

## Статистика
Количество запусков: 22
Успешных запусков: 15
| Ракета-носитель | Число стартов | Неудачи | Примечания |
| --------------- | ------------- | ------- | ---------- |
| Космос          | 8             | 1       |            |
| Восток          | 8             | 1       |            |
| Молния          | 6             | 5       |            |

| Космодром   | Число стартов | Неудачи | Примечания |
| ----------- | ------------- | ------- | ---------- |
| Капустин Яр | 8             | 1       |            |
| Байконур    | 14            | 6       |            |

## Прочие события
| Дата        | Событие |
| ----------- | --- |
| 15 января   | Министр обороны СССР Р. Я. Малиновский издал приказ о наборе 60-ти человек, в том числе пяти женщин, в отряд советских космонавтов. |
| 16 января   | Вышло Постановление ЦК КПСС и Совета Министров СССР «О разработке комплекса „Союз“ для пилотируемого облета Луны». |
| 3 марта     | В СССР сформирована группа женщин-космонавтов (1962 Группа женщин-космонавтов № 1). В состав группы вошли: Жанна Дмитриевна Еркина; Татьяна Дмитриевна Кузнецова; Валентина Леонидовна Пономарева; Ирина Баяновна Соловьева; Валентина Владимировна Терешкова. |
| 29 апреля   | На территории СССР совершил посадку спускаемый аппарат спутника «Космос-4» («Зенит-2», сер.№ 2). |
| 25 мая      | Прекратил существование, войдя в плотные слои атмосферы, спутник «Космос-1». |
| 1 августа   | На территории СССР совершил посадку спускаемый аппарат спутника «Космос-7» («Зенит-2», сер. № 4). |
| 15 августа  | На территории СССР (в Казахстане) совершили посадку спускаемые аппараты кораблей «Восток-3» и «Восток-4». Космонавты Андриян Николаев и Павел Попович катапультировались из спускаемых аппаратов и совершили посадку на парашютах. Продолжительность пребывания космонавтов в космосе составила: Андрияна Николаева — 3 суток 22 часа 22 минуты; Павла Поповича — 2 суток 22 часа 57 минут. |
| 28 августа  | Прекратил существование, войдя в плотные слои атмосферы, спутник «Венера-2А». |
| 5 сентября  | Прекратил существование, войдя в плотные слои атмосферы, спутник «Первый Корабль-Спутник» (00034 / 1960 Эпсилон2). |
| 6 сентября  | Прекратил существование, войдя в плотные слои атмосферы, спутник «Венера-2В». |
| 8 сентября  | Прекратил существование, войдя в плотные слои атмосферы, спутник «Космос-6». |
| 14 сентября | Прекратил существование, войдя в плотные слои атмосферы, спутник «Венера-2С». |
| 24 сентября | Вышло Постановление ЦК КПСС и Совета Министров СССР, установившее сроки начала летных испытаний ракеты Н1 — 1965 год. |
| 1 октября   | На территории СССР совершил посадку спускаемый аппарат советского спутника фоторазведки «Космос-9» («Зенит-2», сер. № 7). |
| 17 октября  | Прекратил существование, войдя в плотные слои атмосферы, спутник «Космос-3». |
| 21 октября  | На территории СССР совершил посадку спускаемый аппарат советского спутника фоторазведки «Космос-10» («Зенит-2», сер. № 5). |
| 29 октября  | Прекратил существование, войдя в плотные слои атмосферы, спутник «Марс-1С». |
| 2 ноября    | Прекратил существование, войдя в плотные слои атмосферы, «Тяжелый спутник». |
| 5 ноября    | Прекратил существование, войдя в плотные слои атмосферы, спутник «Марс-2А». |
| 30 декабря  | На территории СССР совершил посадку спускаемый аппарат советского спутника фоторазведки «Космос-12» («Зенит-2», сер. № 6). |